# MAGIC (MAXの曲)
「MAGIC」（マジック）は、MAXの17作目のシングル。2000年5月24日発売。発売元はavex trax。

## 概要
2000年第2弾シングル。初回限定盤のみピクチャーレーベル仕様。ベーシックなMAXともいえる明るく元気でPOPな楽曲に仕上がっている。
前作に引き続きMAXのライブのサポート・ベーシスト“ササポン”こと笹本安詞による作曲、編曲。制作のテーマは"ライブ"。MAXならではのライブ感を、楽曲やパフォーマンスにそのまま投影しようというコンセプトで制作された。この曲で初めてダンサーと共にテレビに出演した。

## 収録曲
1. MAGIC
作詞：松本理恵 / 作曲・編曲：笹本安詞
2. UNFORGETTABLE
作詞：夏野芹子 / 作曲・編曲：宗像仁志
3. whispers
作詞：黒須チヒロ / 作曲・編曲：AKIRA
4. MAGIC (Instrumental)
5. UNFORGETTABLE (Instrumental)
6. whispers (Instrumental)

## タイアップ
- 「MAGIC」
  - Nikon「COOLPIX」CMソング
- 「UNFORGETTABLE」
  - 文部省平成12年度"薬物乱用防止キャンペーン"CMソング

## 収録アルバム
MAGIC
- EMOTIONAL HISTORY (#12)
- PRECIOUS COLLECTION 1995-2002 (Disc-2 #5)
- MAXIMUM PERFECT BEST (Disc-2 #5)

whispers
- EMOTIONAL HISTORY (#6)